# 岩本政一
岩本 政一（いわもと まさいち、1903年 - 1979年1月12日）は、日本の政治家、実業家。元参議院議員（自由民主党・1期）。

## 来歴
北海道札幌郡豊平町石山（現札幌市南区石山）出身。札幌市立石山小学校卒。1929年に貨物自動車運送業を開業。豊平自動車運輸専務、北海道自動車運輸専務を経て、1956年社団法人北海道トラック協会初代会長（～1975年）や、北海道議会議員（札幌市選出）を6期務め、自民党道連幹事長、同党道連副会長、全国都道府県議会議長会副会長、北海道議会議長（1963年5月から1977年7月）、北海道開発審議会委員などを歴任。1971年の第9回参議院議員通常選挙に北海道選挙区から立候補し当選。1期務めた。
その後、北海道交通安全協会会長、北海道自動車連盟会長、北海道相撲連盟会長、北海道旅行業協会会長などを務めた。
また国営競馬時代から馬主として知られており、札幌馬主協会第2代会長を務め、トラツクオー（1951年菊花賞、1952年天皇賞・秋優勝馬）などを所有していた。
1977年11月の秋の叙勲で勲二等に叙され、瑞宝章を受章する。
1979年1月12日、死去した。同月16日、特旨を以て位記を追賜され、死没日付をもって従四位に叙された。

## 受賞歴
- 勲二等瑞宝章

## 家族
長子は、実業家で元北海道議会議員及び元参議院議員の岩本政光、次子は北海道議会議員で、札幌馬主協会第4代会長の岩本允、允の次男で孫の岩本剛人も元北海道議会議員及び現参議院議員。